# Prodloužená mícha

Mozek člověka. žlutě – prodloužená mícha (Medulla oblongata)

Prodloužená mícha (latinsky: medulla oblongata) je část centrální nervové soustavy obratlovců, která je spojovacím článkem centrální nervové soustavy mezi koncovým mozkem a páteřní míchou. Stavbou se částečně podobá páteřní míše, ale zanořuje se do ní řada struktur zadního a středního mozku. Evolučně představuje nejstarší část mozku.

## Anatomie

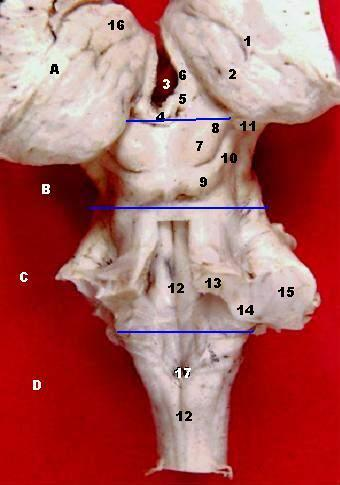
Topografie zadní strany mozkového kmene a thalamu. Oddíl D – prodloužená mícha.

Přirozenou hranicí mezi prodlouženou míchou (medulla oblongata) a páteřní míchou (medulla spinalis) tvoří zkřížení pyramidových drah (decussation pyramidum), které běží z přední části mozkového kmene do postranních a předních provazců páteřní míchy. Horní hranici mezi prodlouženou míchou a Varolovým mostem tvoří striae mediales, které jsou makroskopicky patrné na zadní straně oblongaty, jak přecházejí po celé šířce zde přítomné anatomické krajiny zvané fossa rhomboidea.Tu poznáme z obrázku dle rhombického tvaru (kratší rozměr je na obrázku spodní modrou čarou), zabírá celou zadní plochu oblongaty a mostu. Na mozku ji můžeme najít teprve až po snesení mozečku, když jej uřízneme v místě párového podstavce (pedunculu, č.13, 14, 15), což je místo, kudy prochází dráhy do a z mozečku.
Uvnitř prodloužené míchy se nachází bílá (nervové dráhy = vlákna = axony) i šedá hmota mozková (těla neuronů = jádra, nuclei, ncl.) v různých seskupeních.
Z šedých hmot zde nalezneme motorická jádra: ncl. ambiguus, odkud vedou somatomotorická a visceromotorická vlákna IX., X. a XI. hlavového nervu, dále somatomotorického jádra XII. hlavového nervu a zadní (dorzální) jádro X. hlavového nervu, které ovládá svaly vůlí neřiditelné, čili útroby (též visceromotorické).
Ze senzorických (senzitivních) jader je zde ncl.spinalis pátého hlav. nervu, které zpracovává somatosenzitivitu nejen z V., ale též ze VII., IX. a X. hlavového nervu. Dále ncl. solitarius, které řídí viscerosenzitivitu ze VII., IX. a X. hl. nervu. Dále jsou zde vestibulární jádra napojená na rovnovážný orgán ve vnitřním uchu, olivární jádra (oliva inferior), jež je součástí ascendentních a descendentních extrapyramidových drah, ncl. gracilis a cuneatus, které přepojují dráhy zadních míšních provazců a ty dále pokračují jako ve střední čáře se křížící lemniskus medialis, což je jedna z bílých hmot umístěných v oblongatě.
K dalším bílým hmotám patří mezi jinými pyramidová dráha, fasciculus longitudinalis mediali et posterior, tractus rubrospinalis, tractus tectospinalis a další.

## Fyziologie

### Činnost prodloužené míchy lze shrnout takto
- podílí se na regulaci dýchání, krevního oběhu a trávení (např. polykání, zvracení).
- dovoluje vykonat nepodmíněné obranné reflexy.
- společně s mostem se účastní mimických pohybů, fonace a řeči.
- společně se středním mozkem a mozečkem udržuje tělesnou rovnováhu a normální pohyby.

### Řízení vegetativních funkcí
Po oddělení prodloužené míchy od mostu je nadále zachováno dýchání i krevní oběh. Pokud však dojde k jejímu poškození úrazem či jinak, pak se okamžitě srdeční činnost i dýchání zastaví.
Jsou zde uložená centra, která regulují krevní oběh a dýchání:
- vazokonstrikční a vazodilatační – řídí činnost cév, zúžením či rozšířením jejich průsvitu.
- kardioexcitační a kardioinhibiční – řídí činnost srdce.
- vdechové a výdechové – ovlivňuje dýchání.

Všechna zmíněná centra jsou součástí retikulární formace. Mají značný klinický význam, při jejich poškození dochází k zástavě dechu a srdce, což se stává zejména při poranění krční páteře.
Prodloužená mícha se podílí i na řízení trávení, konkrétně dovoluje příjem potravy a její mechanické zpracování, zprostředkovává sací nepodmíněné reflexy a také žvýkání a polykání. Je centrem řízení některých obranných reflexů, jako je kašel, kýchání, rohovkového reflexu a zvracení.

### Reflex kašle
Je umožněn díky dostředivým vagovým vláknům nervus laryngeus superior (horní hrtanový nerv) a senzorickým vláknům trojklaného nervu, dýchacím centrem, nervovými vlákny ovládajícími vnitřní mezižeberní svaly (které vedou z dýchacího centra k motoneuronům páteřní míchy) a motorickými vagovými vlákny, která inervují svaly uzavírající hlasovou štěrbinu v hrtanu.

### Kýchací reflex
je zajištěn dostředivými vlákny trojklaného nervu, které začínají v nosní sliznici nebo prostřednictvím vláken I. hlavového nervu (nervus olfactorius). Odstředivá vlákna jsou identická jako u reflexu kašle.
Oba reflexy vybudí velmi silné dráždění dechového centra.

### Centrum pro zvracení
se nalézá v oblasti tractus solitarius v zadopostranní části retikulární formace prodloužené míchy. Je aktivováno vzruchy z receptorů trávicí trubice.
Vedle tohoto centra je na povrchu prodloužené míchy uložená zevně od vagových jader tzv. chemorecepční spouštěcí oblast, na kterou působí tzv. centrální emetika (např. apomorfin, tj. látky po jejichž aplikaci dojde k vyvolání zvracení). Proto se rozlišuje zvracení (emesis) centrální (vyvolané stimulací přímo chemorecepční spouštěcí oblasti) a periferní (vyvolané stimulací receptorů trávicí trubice).

## Poruchy prodloužené míchy
Při poškození této části CNS dochází k decerebrační rigiditě s významnou poruchou svalového napětí. Projeví se křečemi extenzorových svalů, které ale mohou vzniknout i při poruchách vyšších etáží CNS.
Zvýšená citlivost dýchacího centra na parciální tlak CO2 je příčinou Cheyneova–Stokesova dýchání, kdy dochází ke střídání prohloubeného dýchání (hyperventilace) a přerušeného dýchání (apnoické pauzy).
Postižení zde ležících nervových jader způsobí klinické syndromy charakterizované výpadkem nebo zhoršenou funkcí inervovaných svalů, u senzorických jader pak poruchami čití příslušné modality.